# Dörte Franke
Dörte Franke (* 26. November 1974 in Leipzig) ist eine deutsche (Drehbuch-)Autorin und Dokumentarfilmerin.

## Leben
Dörte Franke erlebte ihre frühe Kindheit in der DDR, was für ihr bisheriges Schaffen von größerer Bedeutung war. 1982 reiste ihre Mutter Ute Franke gemeinsam mit ihr in die Bundesrepublik Deutschland aus.
Nach ihrem Studium der Politikwissenschaft, Germanistik und Geschichte in Köln und einem Dramaturgie-Studium an der Hochschule für Film und Fernsehen Potsdam lebt sie in Berlin. Während des Studiums gründete sie 1999 zusammen mit Marc Bauder die Produktionsfirma bauderfilm GmbH.
Ihr Drehbuch „Büchner ist tot“ wurde 2015 mit dem Hessischen Filmpreis ausgezeichnet. 2017 ging ein Grimme-Preis an sie (gemeinsam mit Khyana el Bitar) für das Drehbuch für den HR/ARD-Degeto-Film „Dead man working“.

## Veröffentlichungen
- 2000: Die einen wetten, die anderen warten. Roman, dtv, ISBN 978-3-423-20421-7
- 2002: denkmalimkopf. Roman, dtv, ISBN 978-3-423-20567-2

## Filmografie
- 2000: „Keine verlorene Zeit“ (Dokumentarfilm, 90 Min., Buch, Regie)
- 2002: „Westpaket“ (Kurzfilm, 20 Min., HFF-Potsdam, Buch)
- 2003: „grow or go – Die Architekten des global village“ (Dokumentarfilm, 95 Min. bauderfilm/ZDF „Das kleine Fernsehspiel“, Buch, Dramaturgie)
- 2004: „Spurensucher – Bilder von Otto Weidt“ (Dokumentarfilm, 83 Min., HFF-Potsdam/RBB, Buch, Regie)
- 2006: „Der Kommunist“ (Dokumentarfilm, 52 Min., bauderfilm/FischerFilm/ZDF/arte, Buch, Dramaturgie)
- 2006: „jeder schweigt von etwas anderem“ (Dokumentarfilm, 72 Min. bauderfilm/ZDF „Das kleine Fernsehspiel“, Buch, Regie)
- 2007: „Stolperstein“ (Dokumentarfilm, 43/52/90 Min., Hanfgarn&Ufer, Buch, Regie) – Teilnahme Documentary Campus Masterschool 2005[2]
- 2010: „Nach der Revolution“ (Dokumentarfilm, bauderfilm/3Sat, Buch & Regie zusammen mit Marc Bauder)
- 2010: „Das kurze Jahr der Utopie“ (Dokumentarfilm, bauderfilm/3Sat, Buch & Regie zusammen mit Marc Bauder)
- 2011: „Verschleppt“ aus der Reihe Tatort (ProSaar/SR, Buch zusammen mit Khyana el Bitar, Regie: Hannu Salonen)
- 2011: "DAS SYSTEM – Alles verstehen heisst alles verzeihen (Kinofilm, Frisbeefilms/ZDF, Filmverleih: Filmlichter, Buch zusammen mit Khyana el Bitar, Regie: Marc Bauder)
- 2015: „Dead Man Working“ (Fernsehfilm für den hr, Buch zusammen mit Khyana el Bitar, Regie: Marc Bauder)
- 2017: Tatort – Land in dieser Zeit (hr, Buch zusammen mit Khyana el Bitar und Stephan Brüggenthies, Regie: Markus Imboden)